# Deutsche Bläserjugend
Die Deutsche Bläserjugend (DBJ) wurde 1981 als eigenständige Jugendorganisation der Bundesvereinigung Deutscher Musikverbände e.V. (BDMV) gegründet. Ihre 21 Mitgliedsverbände vertreten mehr als 320.000 Jugendliche in mehr als 10.000  Blasorchestern, Musikvereinen, Spielmanns- und Fanfarenzügen.
Sie ist die bundesweite Interessensvertretung aller Kinder und Jugendlichen des Verbandes, anerkannter Träger der freien Jugendhilfe und Mitglied im Deutschen Bundesjugendring (DBJR) als auch in der Bundesvereinigung Kulturelle Kinder- und Jugendbildung (BKJ).

## Aufgaben
Der Verein widmet sich der überfachlichen, verbandlichen Jugendarbeit und vertritt die Interessen der Bläserjugend in musikalischen Jugendfragen. Sie bildet für ihre Mitgliedsjugendorganisationen und darüber hinaus ein Fachforum für Projekte in der Kinder- und Jugendarbeit in Deutschland, führt zentrale Multiplikatorenfortbildungen durch, gibt als sogenannte Zentralstelle für internationale Jugendbegegnungen Zuschüsse an die Mitgliedsvereine weiter, nimmt gesellschaftspolitische Verantwortung wahr und bezieht Stellung zu Themen in den Bereichen Jugend-, Bildungs- und Kulturpolitik. Sie entwickelt in Zusammenarbeit mit Verbänden und Institutionen die Formen verbandlicher und musikalischer Jugendarbeit weiter.
Mit den Mitgliedsverbänden hat der Verein einen bundesweiten Ausbildungsrahmen für die Aus- und Weiterbildung von Jugendgruppenleitern festgelegt und in den „Richtlinien und Arbeitshilfen zur Ausbildung ehrenamtlicher Mitarbeiter und Mitarbeiterinnen in der Jugendarbeit“ dokumentiert.
Der Verband ist verantwortlich für die Rahmenrichtlinien zur musikalischen Ausbildung von Kindern und Jugendlichen und erarbeitet gemeinsam mit den Mitgliedsverbänden Rahmenrichtlinien (D1, D2, D3) als Grundlage der fachlichen Aus- und Weiterbildung.

## Geschichte
Der Verein wurde 1981 mit Willibald Groß († 2008) als Bundesvorsitzendem gegründet. 1982 erfolgte der erste Entwurf der musikalischen Ausbildungsrichtlinien (D-Reihe), die dann 1984 im ganzen Bundesgebiet von der BDMV eingeführt wurden. 1986–1988 erfolgte die Bearbeitung und Veröffentlichung von Richtlinien zur Ausbildung ehrenamtlicher Mitarbeiter in der Jugendarbeit. 1989 veranstaltete die Deutsche Bläserjugend das Jugendprogramm „Bläserjugend aktiv“ beim 1. Deutschen Bundesmusikfest in Trier. Seit 1992 ist sie Mitglied in der Bundesvereinigung Kulturelle Kinder- und Jugendbildung e.V.
1995 wurde eine bundesweite Jugendleiterschulung in Form eines Zeltlagers beim 2. Deutschen Musikfest 1995 in Münster durchgeführt. Hier wurde das Projekt „Treffen junger Multiplikatoren - Erfahrungsaustausch und Kennenlernen von erweiterten Methoden der Jugendarbeit in Musikgruppen“ durchgeführt. 1998 wurden die Rahmenrichtlinien zur Erlangung des Jugendgruppenleiterausweises/der Jugendleitercard überarbeitet und in der Handreichung „Jugendleiter werden? Na klar!“ veröffentlicht.
Zum 3. Deutschen Musikfest 2001 in Friedrichshafen lud der Verband junge Menschen zum „Jugendcamp International“ ein. Seit 2004 ist die Deutsche Bläserjugend ordentliches Mitglied im Deutschen Bundesjugendring e.V.
Im Rahmen des 4. Deutschen Musikfestes 2007 in Würzburg führte der Verband die Jugendcamp-Kulturfabrik durch. Ebenfalls im Jahr 2007 gab es den ersten Parlamentarischen Abend der Deutschen Bläserjugend. Die Rede des Bundesvorsitzenden Wolfgang Grüneberg wurde zur Grundlage des später entwickelten jugendpolitischen Grundsatzpapiers „DBJ 2020 – Thema mit Variationen“.
Im Mai 2010 begann der Verband das zweijährige Modellprojekt „TrendAnalyseProjektEnsemble“ (TAPE) zu Wirkungsweisen und Potenzialen von Projektorchestern und führte im Juni des gleichen Jahres das Jugendcamp 2010 am Werbellinsee nördlich von Berlin durch.

## Struktur
Der Verband wird von einem ehrenamtlichen Vorstand geleitet. Er besteht aus dem Bundesvorsitzenden und vier Stellvertretern mit den Fachgebieten Überfachliches, Musik, Finanzen und Öffentlichkeitsarbeit. Zudem kann es bis zu vier Beisitzer geben.
Die stellvertretenden Bundesvorsitzenden fungieren zudem als Teamleiter ihrer Fachgebiete und koordinieren Teams aus Personen, die sich ohne Vorstandsmandat in bestimmten Themenfeldern engagieren wollen. Unterstützt wird der ehrenamtliche Vorstand durch hauptamtliches Personal in der Geschäftsstelle in Bonn sowie im Büro in Berlin.

## Mitgliedsverbände
Landesmusikjugend Schleswig-Holstein, Musikverband Hamburg e.V., Niedersächsischer Musikverband e.V., Bläserjugend Mecklenburg-Vorpommern, Bläserjugend Brandenburg, Bläserjugend Berlin im BVB e.V., Landesmusikverband Sachsen-Anhalt e.V., Landesmusikjugend Nordrhein-Westfalen, LandesMusikVerband NRW 1960, Landesmusikjugend Rheinland-Pfalz, Junge Musiker Saar, Landesmusikjugend Hessen e.V., Bläserjugend Thüringen, Bläserjugend Sachsen, Nordbayerische Bläserjugend e.V.,  Bläserjugend im BDB, Bläserjugend Baden-Württemberg, Verband der Spielmanns- und Fanfarenzüge Baden-Württemberg e.V., Deutsche Jugendfeuerwehr im Deutschen Feuerwehrverband e.V. – Fachgruppe Musik, Bläserchöre im Bistum Mainz, Deutscher Turner-Bund – Fachgebiet Musik.